# Tagliolini
I tagliolini, o tagliarini, sono una varietà di pasta all'uovo tipica della cucina italiana inserita nell'elenco dei prodotti agroalimentari tradizionali delle regioni Molise, Emilia-Romagna (basotti) e Piemonte (dove sono meglio conosciuti col nome piemontese di tajarin), in particolare delle Langhe.
La larghezza del taglio (circa 4–5 mm) li pone tra i più sottili capellini e le più larghe tagliatelle. Hanno sezione piatta ed una lunghezza simile agli spaghetti; lo spessore deve essere inferiore al millimetro. È una pasta di veloce cottura, soprattutto se usata fresca, e si sposa bene con sughi leggeri, con pesce, condimenti delicati o in bianco. In Romagna si preparano tradizionalmente in brodo di carne (in particolare i basotti o bassotti vengono cotti in brodo di carne e successivamente in forno, con strutto, formaggio e uova), ma dalla fine del Novecento anche asciutti con vari sughi, e nella riviera romagnola sostituiscono gli spaghetti nella classica preparazione "allo scoglio".  
In Argentina sono diffusi e chiamati tallarines.

## Ricette
- Tagliolini al sugo d'arrosto[4]
- Tagliolini di Campobasso
- Tagliolini in brodo
- Tajarin albesi[5]
- Tajarin alla Vittorio Emanuele II[6]